# Beaver (Arkansas)
Beaver – miasto w Stanach Zjednoczonych, w stanie Arkansas, w hrabstwie Carroll.